# Flemington (Nueva Jersey)
Flemington es un borough ubicado en el condado de Hunterdon en el estado estadounidense de Nueva Jersey. En el año 2010 tenía una población de 4.581 habitantes y una densidad poblacional de 1.636,07 personas por km².

## Geografía
Flemington se encuentra ubicado en las coordenadas 40°30′31″N 74°51′29″O / 40.50861, -74.85806.

## Demografía
Según la Oficina del Censo en 2000 los ingresos medios por hogar en la localidad eran de $39,886 y los ingresos medios por familia eran $51,582. Los hombres tenían unos ingresos medios de $38,594 frente a los $31,250 para las mujeres. La renta per cápita para la localidad era de $23,769. Alrededor del 6.9% de la población estaba por debajo del umbral de pobreza.